# Lorettokapelle (Lustenau)

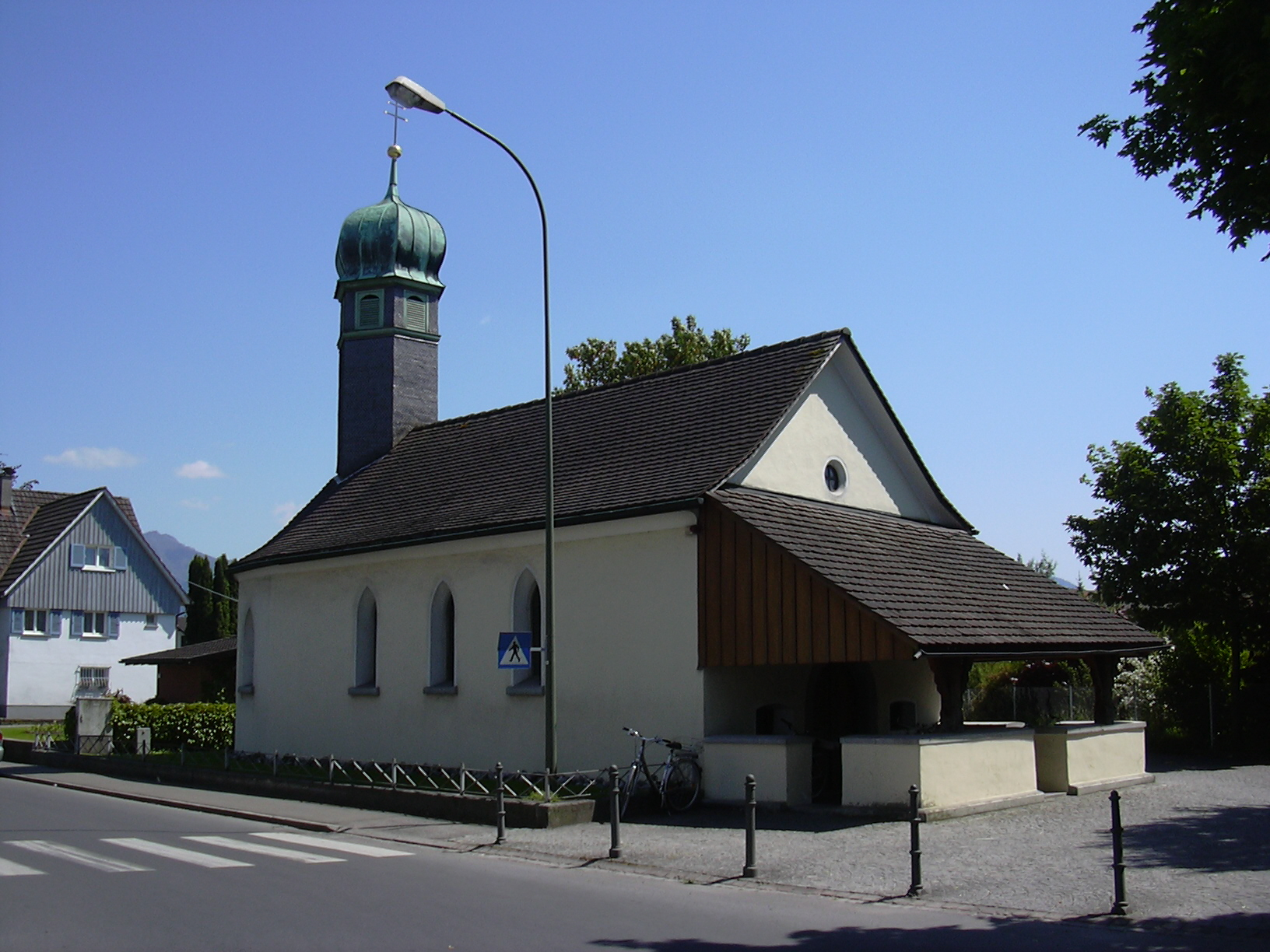
Nordwestansicht

Die Lorettokapelle (im aus dem Italienischen übernommenen Sprachgebrauch auch Loretokapelle; umgangssprachlich nach dem früher gegenüber gelegenen Gasthof zum Mohren auch Mohrokappili) ist eine römisch-katholische Kapelle in der österreichischen Marktgemeinde Lustenau. Sie ist wie alle Lorettokapellen der Heiligen Maria geweiht und gehört zur Pfarre Rheindorf im Dekanat Dornbirn in der Diözese Feldkirch. Als ältester noch erhaltener Sakralbau Lustenaus steht sie unter Denkmalschutz.

## Lage
Die Lorettokapelle befindet sich an der Kreuzung der Hofsteigstraße mit der Kapellenstraße. An ihrer Westseite, vor dem Portal, dient die für den Autoverkehr in diesem Abschnitt gesperrte Kapellenstraße als kleiner Vorplatz, der auch mit einem Brunnen und einem Bildstock geschmückt ist.
Ursprünglich als Flurkapelle erbaut, stand sie bis zum Anfang des 20. Jahrhunderts mitten im landwirtschaftlich genutzten Kappellenfeld, dem sie auch den Namen gab, zwischen den Weilern Rheindorf im Westen, Stalden im Osten und Hag im Norden. Erst mit der fortschreitenden Zersiedelung des Lustenauer Gemeindegebiets wurde diese Lücke geschlossen, sodass die Kapelle jetzt inmitten des heutigen Ortsteiles Rheindorf liegt.

## Geschichte

### Stiftung

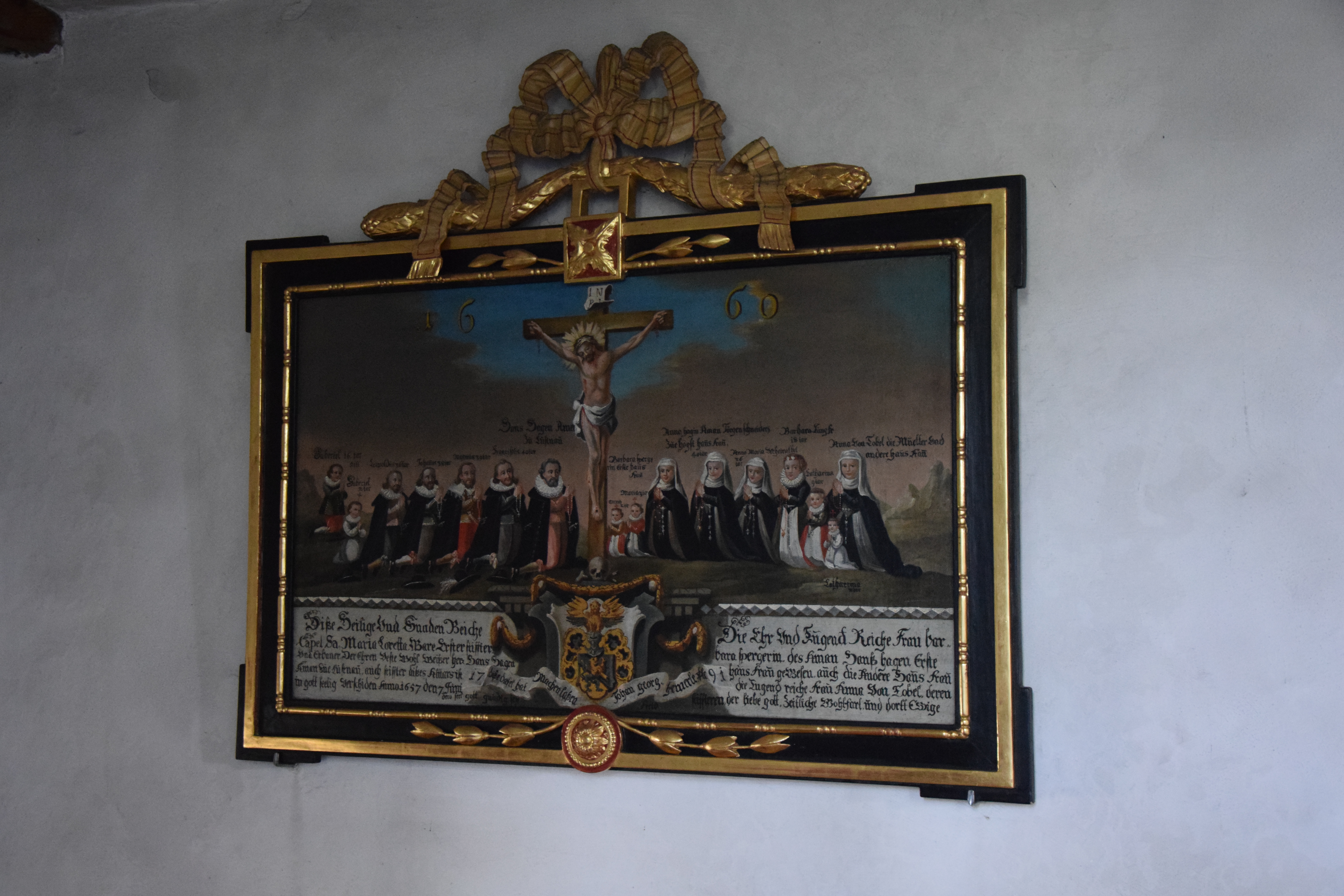
Stifterbild mit der Familie des Hofammann Hans Hagen

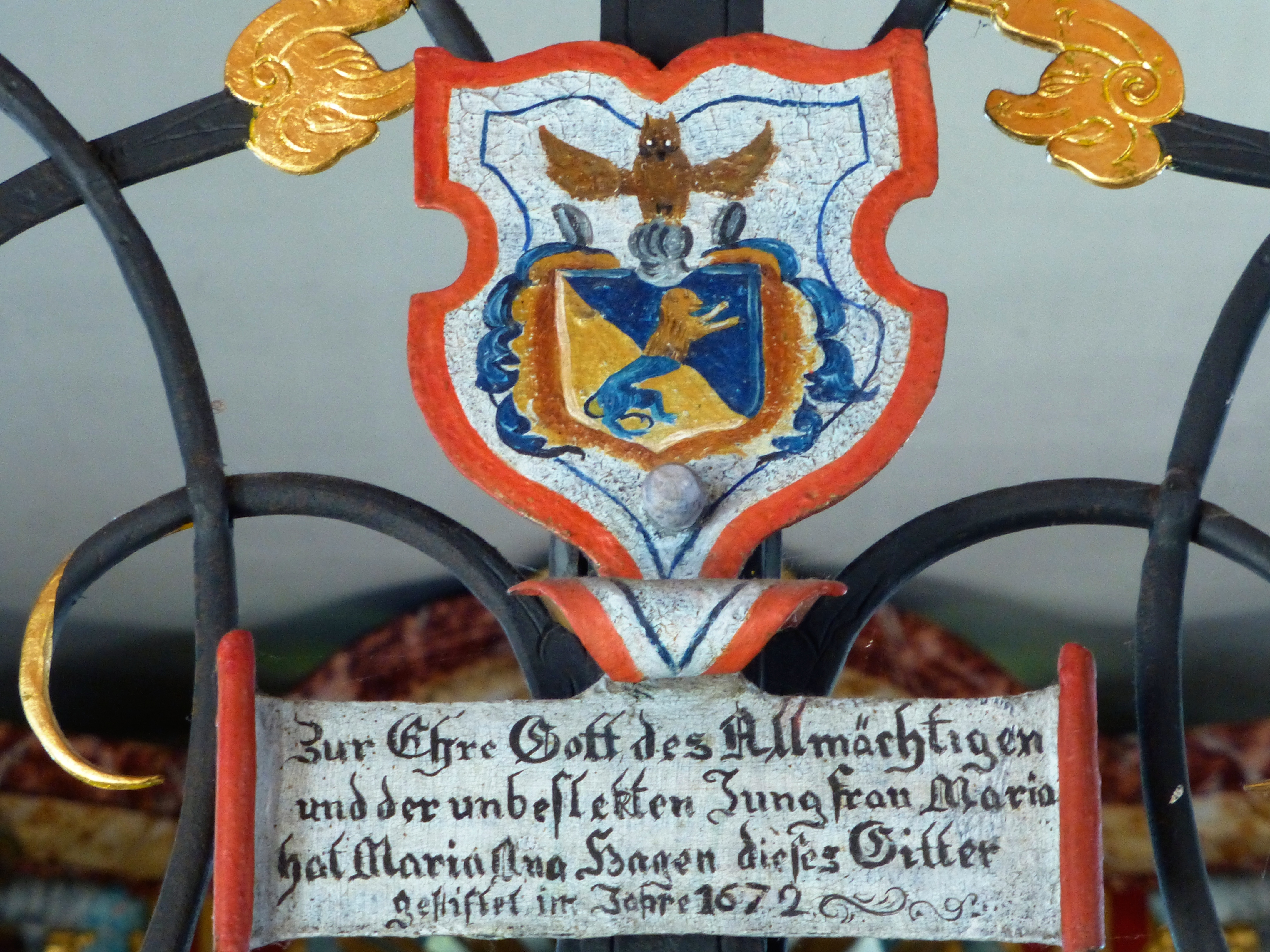
Stifterwappen und Inschrift am Chorgitter

Die Lorettokapelle wurde im Jahr 1645 vom Lustenauer Hofammann Hans Hagen gestiftet und an die Stelle einer vorher bereits bestehenden Feldkapelle gebaut. Einerseits ist die Stiftung das Ergebnis der ausgeprägten Volksfrömmigkeit dieser Zeit in Verbindung mit zwei Pestepidemien in den Jahren 1628/29 und 1635, bei denen der Stifter selbst zwei seiner Söhne und seine erste Ehefrau verlor. Andererseits konnte die Familie Hagen, die im 17. Jahrhundert auf dem Höhepunkt ihrer politischen und wirtschaftlichen Macht stand, mit dem Bau der Kapelle einen gesellschaftlichen Aufstieg erreichen, der sie in die Nähe des niederen Adels brachte. Das 1660 angefertigte Stifterbild, auf dem die Familie auffallend ähnlich gekleidet ist wie Graf Kaspar von Hohenems und seine Familie auf einem ähnlichen Bild, ist ein weiterer Ausdruck dieses Strebens nach höherem sozialen Rang. Die inzwischen verwitwete zweite Ehefrau von Hans Hagen, Maria Anna Hagen, stiftete 1672 das schmiedeeiserne Chorgitter.

### Barockisierung
Um das Jahr 1730 wurde die Kapelle barockisiert und ein Turm errichtet. Im Chor wurden Ovalfenster ausgebrochen, und eine Empore wurde gebaut.
Im 18. Jahrhundert löste die Familie der Hollenstein die Hagen als reichste und mächtigste Lustenauer Sippe ab. Die Renovierung um 1760, im Rahmen derer auch die barocken Altäre gebaut wurden, dürfte finanziell durch den bedeutendsten Vertreter der Familie, Amman Joachim Hollenstein, unterstützt worden sein, jedenfalls gelangte etwa um diese Zeit auch ein Votivbild in die Kapelle, auf dem jener mit seiner ganzen Familie abgebildet war.

### Das 19. Jahrhundert
Eine Glocke wurde 1840 von der Glockengießerei Grassmayr in Feldkirch gefertigt.
1890 wurde die Inneneinrichtung im Nazarener-Stil renoviert. Dabei wurden Wände und Decke innen mit 1–3 cm dickem Gips überzogen, die Altäre mit braungrünem Lack übermalt und auch bei den Statuen die ursprüngliche Farbe überdeckt.

### Die Generalsanierung von 1988/1989
Kleinere Renovierungen, die in den Jahren 1931 und 1964 durchgeführt worden waren, konnten nicht verhindern, dass gegen Ende der 1980er Jahre eine Generalsanierung notwendig wurde. Die Mauern waren durch aufsteigende Feuchtigkeit stark in Mitleidenschaft gezogen, die Seitenwände neigten sich darüber hinaus zunehmend nach außen. Hinter den beiden Seitenaltären hatten sich bereits 15 cm breite Risse gebildet. Der Fußboden unter den Bänken war angefault. Bänke, Türen und Fenster waren defekt.
Die Sanierung fiel daher auch entsprechend umfangreich aus: die Mauern wurden entfeuchtet, die Seitenwände neu justiert und der ursprüngliche Verputz wieder freigelegt. Der Turm wurde neu geschindelt, Kugel und Kreuz restauriert. Der alte Fußboden wurde entfernt und durch einen schlichten Sandsteinboden ersetzt. Statt der Gipsdecke wurde eine Holzkassettendecke eingezogen und die Fenster wurden neu gefasst.
Das schmiedeeiserne Chorgitter wurde restauriert und so umgebaut, dass alle drei Flügel geöffnet werden können. Zu den neu angefertigten Bänken wurden nach einem gut erhaltenen Originalstück auch neue Bankwangen geschnitzt. Die bei der letzten großen Renovierung 1890 durchgeführten Änderungen der Inneneinrichtung wurden größtenteils wieder rückgängig gemacht, insbesondere wurde bei den Altären und Statuen die ursprüngliche, barock-farbenfrohe Oberfläche wiederhergestellt.
Die gesamte Renovierung war mit 3,3 Millionen Schilling veranschlagt. Die Umsetzung konnte sich – im Gegensatz zum Umbau der Erlöserkirche kurz zuvor – einer breiten Zustimmung in der Bevölkerung erfreuen.
Die Generalsanierung wurde am 30. April 1989 feierlich abgeschlossen.

## Architektur

### Außenbeschreibung

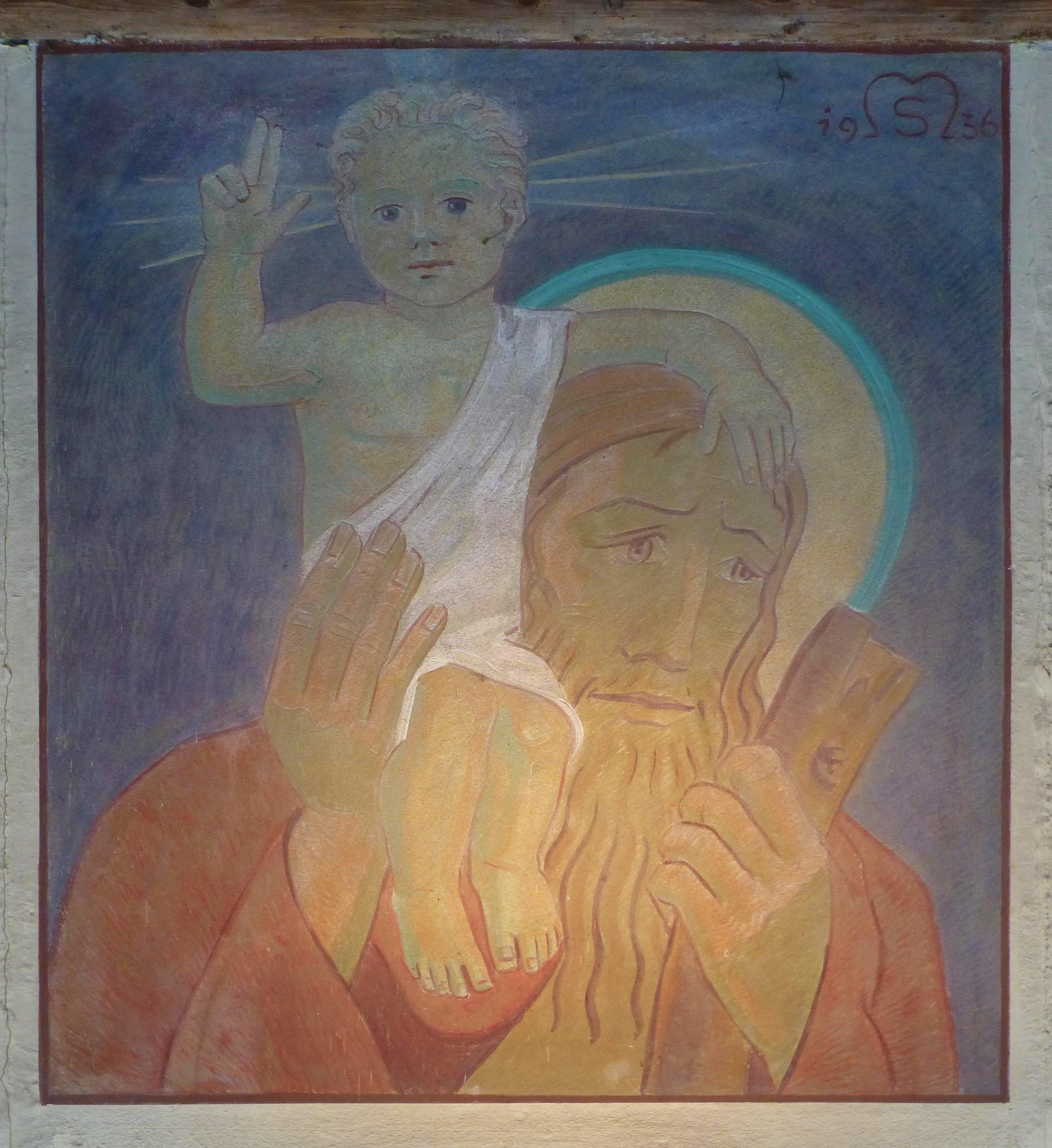
Fresco des Heiligen Christophorus

Die Kapelle ist ein Rechteckbau unter einem Satteldach. Über dem Chor mit Fünfachtelschluss erhebt sich ein Glockenturm mit Zwiebelhelm. Die offene Vorhalle ist durch ein Pultdach gedeckt. Im Langhaus sind auf jeder Seite je drei Spitzbogenfenster, im Chor jeweils eines und in den beiden Scheitelwänden findet man je ein Kreisfenster. Außerdem ist links und rechts des Eingangsportals je ein kleines rechteckiges Fenster.
Das Rundbogenportal trägt die Inschrift 1645, darüber ist ein Fresko des Heiligen Christophorus, das 1936 von Sepp Maierhuber aus Wien geschaffen wurde.

### Innenbeschreibung
Das Langhaus hat eine Holzkassettendecke und ist durch einen eingezogenen rundbogigen Triumphbogen vom flachgedeckten Chor getrennt. Im Westen der Kapelle ist eine Empore aus Holz.

## Ausstattung

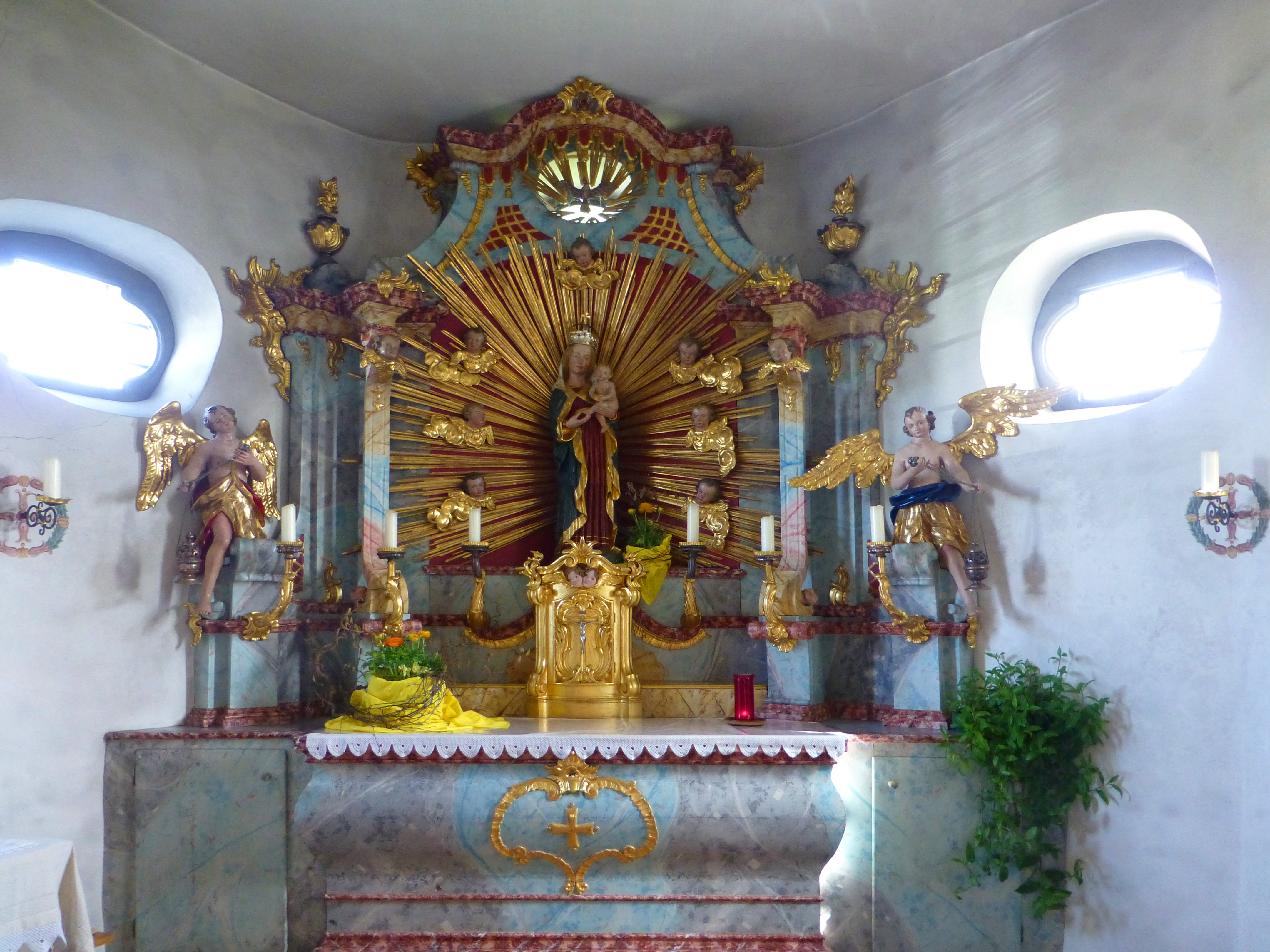
Hochaltar

Alle drei Altäre sind barocke Holzaufbauten mit Volutenbändern und stammen aus der Zeit um 1760.
Auf dem Hochaltar steht eine Marienstatue mit Kind im goldenen Strahlenkranz, flankiert von Putten und zwei knienden Engeln. Diese als Gnadenbild verehrte Statue ist wesentlich älter als die Kapelle, sie wird auf die Zeit um 1470 datiert.
In der Mittelnische des linken Seitenaltares ist eine Figur des heiligen Sebastian. Das Oberbild zeigt die heilige Katharina. Der rechte Seitenaltar beherbergt in der Mittelnische eine Statue des heiligen Josef aus der Zeit um 1760. Das Oberbild stellt den heiligen Benedikt dar.
Das schmiedeeiserne Gitter mit Wappen stammt aus dem Jahr 1672. An der linken Seitenwand hängt ein Kruzifix.

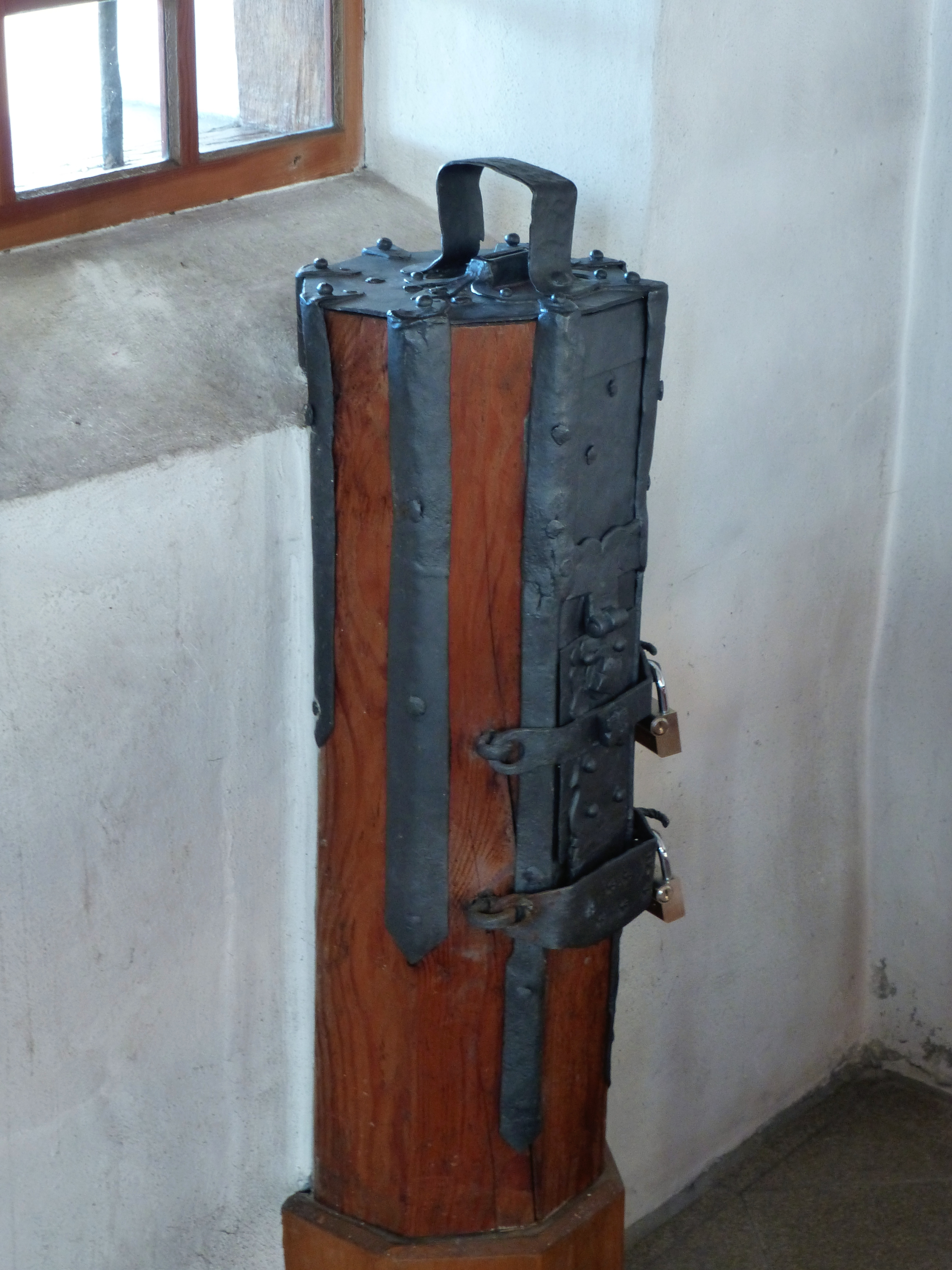
Opferstock

Im rückwärtigen Teil der Kapelle steht ein alter Opferstock aus Holz, der mit Metallbändern beschlagen und mit mehreren Schlössern gesichert ist.

## Glocken
Eine Sage erzählt von einer alten Frau aus der Hohenemser Parzelle Steckenwegen, die jeden Sonntag zu Fuß über den Steckenweg in die Pfarrkirche nach Lustenau kam. Als Dank dafür, dass sie von der Pest verschont wurde, stiftete sie eine Glocke für die Kirche, die sie auch im hohen Alter noch zumindest zu jedem Weihnachtsfest besuchte. Als das „Steäckowiibli“ (das Steckenweibchen) starb, soll die Glocke nach der Sage von selbst zu läuten begonnen haben. Diese Glocke wurde dann traditionell immer zu Weihnachten geläutet, „um die Steckenwegerin zu rufen“. Als im Ersten Weltkrieg alle Glocken abgeliefert werden mussten, blieb diese wegen ihres hohen Alters und der sagenhaften Herkunft verschont und wurde später von der Pfarrkirche in die Lorettokapelle verbracht. Im Widerspruch zur Sage und dem Bezug zur Pestzeit ist die Glocke allerdings auf das Jahr 1840 datiert.
Im Jahre 2003 wurde eine zweite Glocke zum Gedenken an Albert, Mathilde und Walter Bösch gestiftet.